# Porotrichum elongatum
Porotrichum elongatum är en bladmossart som beskrevs av Gepp in Hiern 1901. Porotrichum elongatum ingår i släktet Porotrichum och familjen Neckeraceae. Inga underarter finns listade i Catalogue of Life.